# Selección de fútbol de Rodas
La Selección de fútbol de Rodas es el equipo representativo de la isla de Rodas en los Juegos de las Islas. Rodas no es miembro de la FIFA ni de la UEFA, es una isla dentro de Grecia y juega bajo los auspicios de la Federación Helénica de Fútbol, el organismo rector del fútbol en Grecia.

## Historial en los Juegos de las Islas
| Fecha               | Sede          |       | Oponente            | Marcador |
| ------------------- | ------------- | ----- | ------------------- | -------- |
| 26 de junio de 2011 | Isla de Wight | Rodas | Groenlandia         | 2–1      |
| 3 de julio de 2009  | Aland         | Rodas | Hébridas Exteriores | 4–0      |
| 30 de junio de 2009 | Aland         | Rodas | Saaremaa            | 3–0      |
| 29 de junio de 2009 | Aland         | Rodas | Jersey              | 0–1      |
| 28 de junio de 2009 | Aland         | Rodas | Isla de Wight       | 2–0      |
| 6 de julio de 2007  | Rodas         | Rodas | Gibraltar           | 0–4      |
| 4 de julio de 2007  | Rodas         | Rodas | Hébridas Exteriores | 1–0      |
| 2 de julio de 2007  | Rodas         | Rodas | Frøya               | 3–1      |
| 30 de junio de 2007 | Rodas         | Rodas | Saaremaa            | 2–0      |
| 1 de junio de 2003  | Guernsey      | Rodas | Guernsey            | 1–2      |
| 30 de junio de 2003 | Guernsey      | Rodas | Alderney            | 5–1      |
| 29 de junio de 2003 | Guernsey      | Rodas | Islas Orcadas       | 6–1      |
| 13 de julio de 2001 | Isla de Man   | Rodas | Gibraltar           | 0–2      |
| 12 de julio de 2001 | Isla de Man   | Rodas | Isla de Man         | 3–1      |
| 10 de julio de 2001 | Isla de Man   | Rodas | Isla de Wight       | 1–4      |
| 9 de julio de 2001  | Isla de Man   | Rodas | Groenlandia         | 2–0      |
| 2 de julio de 1999  | Gotland       | Rodas | Åland               | 3–2      |
| 1 de julio de 1999  | Gotland       | Rodas | Groenlandia         | 2–0      |
| 28 de junio de 1999 | Gotland       | Rodas | Guernsey            | 0–0      |
| 27 de junio de 1999 | Gotland       | Rodas | Anglesey            | 1–1      |

## Participación en los Juegos de las Islas
| Año                                                                             | Ronda                | Posición     | PJ | PG | PE | PP | GF | GC |
| ------------------------------------------------------------------------------- | -------------------- | ------------ | -- | -- | -- | -- | -- | -- |
| [[Archivo:{{{bandera alias-games}}}\|20x20px\|border\|Bandera de Gotland]] 1999 | Disputa de 5.º lugar | 5.º          | 4  | 2  | 2  | 0  | 6  | 3  |
| 2001                                                                            | Disputa de 5.º lugar | 5.º          | 4  | 2  | 0  | 2  | 6  | 7  |
| 2003                                                                            | se retiró            |              | 2  | 2  | 0  | 0  | 11 | 2  |
| 2007                                                                            | Final                | 2.º          | 4  | 3  | 0  | 1  | 6  | 5  |
| 2009                                                                            | Disputa de 5.º lugar | 5.º          | 4  | 3  | 0  | 1  | 9  | 1  |
| 2011                                                                            | Fase de grupos       | 15.º (desc.) | 3  | 1  | 0  | 2  | 2  | 6  |
| Total                                                                           | 5/11                 |              | 21 | 13 | 2  | 6  | 40 | 24 |